# 石島 (江東区)
石島（いしじま）は、東京都江東区の町名。丁目の設定のない単独町名である。住居表示実施済区域。

## 地理
江東区の地理的中央部に位置し、深川地域に属する。北で扇橋、東で千田、南で千石、西で三好、北西の橋梁上の一点で白河と接する。石島は24の番地からなっており、18番地には江東区立扇橋小学校、15番地にはYMCA幼稚園がある。婦人会、福寿会も存在し、扇橋小学校と隣接の扇橋公園では、8月に盆踊りが開かれる。

### 地価
住宅地の地価は、2025年（令和7年）1月1日の公示地価によれば、石島7-9の地点で62万5000円/m2となっている。

## 歴史
江戸時代の干拓により出来たもので、当時は千田、海辺を併せて「十万坪」と呼ばれていた。扇橋、千石、千田、海辺なども同様の干拓地である。ただし、千石は石島町と千田町が分離合併したものである。

## 世帯数と人口
2023年（令和5年）1月1日現在（東京都発表）の世帯数と人口は以下の通りである。
- 世帯数 : 804世帯
- 人口 : 1463人

### 人口の変遷
国勢調査による人口の推移。
| 年                 | 人口  |
| ------------------ | ----- |
| 1995年（平成7年）  | 1,529 |
| 2000年（平成12年） | 1,410 |
| 2005年（平成17年） | 1,278 |
| 2010年（平成22年） | 1,410 |
| 2015年（平成27年） | 1,336 |
| 2020年（令和2年）  | 1,441 |

### 世帯数の変遷
国勢調査による世帯数の推移。
| 年                 | 世帯数 |
| ------------------ | ------ |
| 1995年（平成7年）  | 594    |
| 2000年（平成12年） | 589    |
| 2005年（平成17年） | 570    |
| 2010年（平成22年） | 652    |
| 2015年（平成27年） | 654    |
| 2020年（令和2年）  | 757    |

## 学区
区立小・中学校に通う場合、学区は以下の通りとなる（2023年4月時点）。
- 区域 : 全域
  - 小学校 : 江東区立扇橋小学校
  - 中学校 : 江東区立深川第四中学校

## 交通
バス・都電等の停留所は、大門通り沿い、扇橋公園前の「錦13｣系統である。

## 事業所
2021年（令和3年）現在の経済センサス調査による事業所数と従業員数は以下の通りである。
- 事業所数 : 97事業所
- 従業員数 : 597人

### 事業者数の変遷
経済センサスによる事業所数の推移。
| 年                 | 事業者数 |
| ------------------ | -------- |
| 2016年（平成28年） | 105      |
| 2021年（令和3年）  | 97       |

### 従業員数の変遷
経済センサスによる従業員数の推移。
| 年                 | 従業員数 |
| ------------------ | -------- |
| 2016年（平成28年） | 1,140    |
| 2021年（令和3年）  | 597      |

## 施設
- 江東区立扇橋小学校
- 文化教養学園幼稚園
- YMCA幼稚園

## その他

### 日本郵便
- 郵便番号 : 135-0014[3]（集配局 : 深川郵便局[16]）。